# عيد الحب (البرازيل)
عيد الحب (بالبرتغالية: Dia dos Namorados) هو تاريخ خاص يحتفل به في 12 يونيو في البرازيل. يتم الاحتفال بالموعد بالهدايا والأنشطة الرومانسية والديكورات والاحتفالات. التاريخ هو 12 يونيو حيث أنه قريب من عيد القديس أنطونيوس في 13 يونيو. ويستخدم مصطلح «ديا دوس نامورادوس» أيضًا في البلدان الأخرى الناطقة بالبرتغالية للإشارة إلى عيد الحب.

## خلفية
توفي أنتوني بادوا المعروف باسم القديس أنتوني في 13 يونيو 1231 في بادوفا بإيطاليا. بالإضافة إلى كونه قديسًا من قبل الكنيسة الكاثوليكية، يُعرف أنتوني بادوا بأنه جنرال في الجيش البرازيلي. في البرازيل يتم الاحتفال بيوم الحب في 12 يونيو، وهو عشية عيد القديس أنتوني. يشتهر القديس أنطونيوس بمباركة الأزواج الشباب بزيجات سعيدة ومزدهرة. تتشابه احتفالات عيد الحب في البرازيل واحتفالات عيد الحب في معظم البلدان الأخرى. عادة يتبادل الأزواج الهدايا الرومانسية مثل الشوكولاتة أو الزهور، ويمكنهم أيضًا مشاركة «ليلة مع موعد غرامي». بالإضافة إلى ذلك فإن تجميل ديكورات المنزل أمر شائع كجزء من الاحتفال. اليوم هو احتفالي مع زخارف الشوارع الملونة والمسيرات والكرنفالات. تشمل الاحتفالات الموسيقية الشائعة المتمثلة برقصة السامبا واحتفالات الموسيقى الشعبية الأخرى. في عام 2011 و2012 و2017 تم الاعتراف باليوم على الإنترنت باعتباره موضوع رسومات شعار جوجل المبتكرة.
يرتبط عيد الحب كاحتفال للعشاق ارتباطًا وثيقًا بالاحتفال بعيد القديس أنتوني. على الرغم من الاحتفال بعيد القديس أنطونيوس في بعض البلدان في 17 يناير بالاشتراك مع أنطوني العظيم، فإن عشية عيد القديس أنتوني (من بادوا) أو عيد القديس أنتوني هو يوم للاحتفال الديني بالنسبة للكثيرين في البرازيل وموطنه الأصلي. تؤدي النساء العازبات طقوسًا شائعة تسمى سيمباتياس من أجل العثور على زوج أو صديق صالح. بالإضافة إلى الصلاة يمكن للمرء أن يخفي رسالة حب في قدر من الريحان لتمريرها إلى الخاطب المحتمل.
لا يتم الاحتفال بيوم عيد الحب 14 فبراير في البرازيل على الإطلاق لأنه يقترب عادةً من الكرنفال البرازيلي، الذي يتم الاحتفال به في معظم البلدان الأخرى سنويًا خلال الأيام الأربعة التي تسبق أربعاء الرماد والذي يقع بين 4 فبراير و 10 مارس اعتمادًا على السنة.
في البلدان الأخرى الناطقة بالبرتغالية يشار إلى عيد الحب باسم «ديا دوس نامورادوس» ويحتفل به في نفس اليوم الذي يتم فيه الاحتفال بعيد الحب في فبراير.